# غرانت فورست
غرانت فورست (بالإنجليزية: Grant Forrest)‏ هو لاعب غولف بريطاني، ولد في 19 يونيو 1993 في ليفينغستون في المملكة المتحدة.

## وصلات خارجية
- غرانت فورست على موقع رابطة أوروبا للاعبي الغولف المحترفين (الإنجليزية)
- غرانت فورست على موقع التصنيف العالمي الرسمي للغولف (الإنجليزية)